# Senecio rowleyanus
Senecio rowleyanus, auch bekannt als Erbsenpflanze, Erbsen am Band oder Perlenschnur, ist eine Pflanzenart aus der Gattung Greiskräuter (Senecio) innerhalb der Familie der Korbblütler (Asteraceae). Sie wird als Zierpflanze verwendet.

## Beschreibung

### Vegetative Merkmale
Bei Senecio rowleyanus handelt es sich um eine niedrig wachsende ausdauernde krautige Pflanze. Die liegenden, grünen Sprossachsen bewurzeln und bilden dichte Matten. Sie sind dünn und schwach, etwa 1 Millimeter im Durchmesser.
Die wechselständigen Blätter sind relativ kurz gestielt (weniger als 0,5 Millimeter) oder sitzend. Die sukkulenten Blattspreiten sind bei einem Durchmesser von 5 bis 8 Millimetern fast perfekt kugelförmig, mit einem kleinen lichtdurchlässigen Streifen, der in Längsrichtung bis zur Spitze verläuft und bis zu 1 Millimeter breit ist.

### Generative Merkmale
Der Blütenkorbschaft ist 3 bis 4 Zentimeter lang mit ein bis zwei vereinzelten weißen Hochblättern, drei bis vier weitere sitzen direkt unter dem Blütenkorb. Das zylindrische Involucrum weist eine Länge von 7 bis 8 Millimetern sowie einen Durchmesser von etwa 4 Millimetern auf und besteht aus zehn länglichen Hüllblättern. Die Hüllblätter sind auf drei Vierteln ihrer Länge miteinander verwachsen, spitz zulaufend und haben tief-violette Ränder. Die Blütenkörbe enthalten jeweils etwa 20 Blüten. Die Blüten haben einen Durchmesser von 3,5 Millimetern und duften nach Zimt. Die Kronblätter sind zu einer Röhre verwachsen. Die weißen Kronblätter haben stark zurückgebogene Kronzähne. Die Staubbeutel sind satt-violett, die Pollen gelb. Die Narben sind auf der Oberseite weiß, auf der Unterseite violett mit leicht vergrößerten papillösen Enden.
Es werden Achänen mit einem Pappus gebildet.
Die Chromosomenzahl beträgt 2n = 20.

## Verbreitung und Systematik
Senecio rowleyanus ist in Südafrika, nur in den Provinzen Ostkap und Westkap verbreitet.
Die Erstbeschreibung von Senecio rowleyanus erfolgte 1968 durch Hermann Jacobsen in National Cactus and Succulent Journal, Volume 23, Issue 2, Seiten 30–31. Das Artepitheton rowleyanus ehrt den britischen Sukkulentenspezialisten Gordon Douglas Rowley. Die Erstbeschreibung erfolgte auf Grundlage von kultivierten Pflanzen unbekannter Herkunft, da es nicht gelang, den Ursprungsort der Art zu finden. Später wurde sie von John Jacob Lavranos in der Karoolandschaft in der Nähe des Ortes Kleinpoort (Ostkap) wiederentdeckt. Synonyme für Senecio rowleyanus H.Jacobsen sind Kleinia rowleyana (H.Jacobsen) G.Kunkel und Curio rowleyanus (H.Jacobsen) P.V.Heath.